# Бодуарова равнотежа
Бодуарова равнотежа је (по О. Л. Бедуару названа) равнотежа угљен-диоксида (2) и угљен-моноксида (CO), која се јавља приликом сагоријевања угљеника. При високим температурама, захваљујући ендотермном ефекту, равнотежа се помера ка производу реакције (CO).
{\displaystyle CO_{2}+C\;{\overrightarrow {\leftarrow }}\;2\,CO}; 